# Йохан Карл фон Хесен-Хомбург
Йохан Карл Вилхелм Ернст Лудвиг фон Хесен-Хомбург (на немски: Johann Karl Wilhelm Ernst Ludwig von Hessen-Homburg, * 24 август 1706, Хомбург, † 10 май 1728, Фелин, Естония) е принц от Хесен-Хомбург.

## Биография
Той е вторият син на ландграф Фридрих III Якоб от Хесен-Хомбург (1673 – 1746) и съпругата му Елизабет Доротея фон Хесен-Дармщат (1676 – 1721), дъщеря на ландграф Лудвиг VI фон Хесен-Дармщат. По-малък брат е на Лудвиг Йохан Вилхелм Груно (1705 – 1745), руски генерал-фелдмаршал.
Йохан Карл последва брат си на руска военна служба и става хауптман. Той е избран от цар Петър I да се ожени за дъщеря му, бъдещата царица Елисавета, но умира на 21 години от едра шарка.